# Madonna col Bambino (Guercino)
Madonna col Bambino è un dipinto a olio su tela (64x50 cm) realizzato da Giovanni Francesco Barbieri, detto Guercino, intorno al 1621-1622 e conservato allo Städelsches Kunstinstitut di Francoforte sul Meno.

## Storia
La Madonna col Bambino riemerse nel 1981 presso la casa d'aste Arnold di Francoforte, dove fu offerta come opera anonima, ritenuta una copia ottocentesca. Fu acquistata per una cifra modesta dai coniugi Barbara ed Eduard Beaucamp, entrambi storici dell'arte. In seguito, durante un intervento di restauro, furono rimosse la vecchia foderatura a colla e la vernice ossidata, che alteravano la leggibilità del dipinto. L'alta qualità pittorica e lo stile riconducibile all'ambito emiliano del primo Seicento portarono rapidamente i nuovi proprietari a ipotizzare un'attribuzione a Guercino. Il confronto con opere autografe del pittore, in particolare con lo Sposalizio mistico di santa Caterina della Gemäldegalerie di Berlino, rafforzò questa ipotesi. I coniugi Beaucamp sottoposero quindi l'opera agli studiosi Erich Schleier e Denis Mahon, che confermarono l'attribuzione sulla base di fotografie.
Su suggerimento di Mahon, il dipinto fu esposto fuori catalogo alla mostra Guido Reni und Europa, tenutasi tra il 1988 e il 1989 allo Städelsches Kunstinstitut di Francoforte, segnando la sua prima presentazione al pubblico. Nello stesso anno, Luigi Salerno lo incluse nel suo catalogo delle opere del Guercino. L'attribuzione è stata accolta anche da David M. Stone e da tutti gli studiosi successivi. Il dipinto ha figurato in diverse esposizioni monografiche sull’artista, tra cui quelle tenute a Bologna nel 1991 e a Milano nel 2003. Nel 2010 l'opera fu donata allo Städelsches Kunstinstitut di Francoforte dai coniugi Beaucamp. Fu inoltre esposta in occasione della mostra Dialog der Meisterwerke, che si tenne presso lo Städel Museum di Francoforte dal 7 ottobre 2015 al 24 gennaio 2016, in occasione del bicentenario del museo, dove il dipinto fu scelto dalla curatela come pendant  dello Sposalizio mistico di santa Caterina di Berlino. Da ultimo il dipinto è stato esposto nella mostra "Guercino. L'era Ludovisi a Roma", tenutasi presso le Scuderie del Quirinale a Roma dal 31 ottobre 2024 al 26 gennaio 2025. Nicholas Turner ha individuato un'altra versione del dipinto, molto probabilmente uno schizzo a olio preparatorio, messa all'asta nel 2013 presso il Palais Dorotheum di Vienna e pubblicata nel suo catalogo del 2017.

## Descrizione e stile
La piccola tela, destinata con ogni probabilità alla devozione privata, riflette la sensibilità religiosa dell'Italia post-tridentina. Pur presentando una scena intima e familiare, incentrata sul rapporto affettuoso e raccolto tra la Madre e il Bambino, l'opera si inserisce nel clima culturale influenzato dai decreti del Concilio di Trento, in particolare per quanto riguarda il decoro e la funzione pedagogica dell'immagine sacra. La Vergine, raffigurata con atteggiamento assorto e vestita con i colori tradizionali — rosso e blu, simboli dell'umanità e della regalità divina — è rappresentata mentre protegge il Figlio addormentato, il quale, appena dopo l'allattamento, si accosta al seno scoperto con naturalezza e pudore. L'iconografia rientra nel tipo della Virgo Lactans, reinterpretato secondo i canoni controriformistici che, pur tollerando la rappresentazione dell'allattamento, esigevano compostezza, decoro e assenza di nudità ostentata. Guercino, in linea con quanto già sperimentato in opere precedenti come la Madonna del Passero, dimostra di aderire ai dettami della Controriforma senza rinunciare a una dimensione affettiva e quotidiana, volta a favorire l'immedesimazione devota del fedele.
Il dipinto si distingue per una pittura fluida e raffinata, sostenuta da una stesura a velature che restituisce morbidezza e luminosità soprattutto nei toni carnosi. La superficie dell'opera è percorsa da un’attenta definizione dei dettagli a punta di pennello, che dona levigatezza all’incarnato e precisione al drappeggio, in particolare al turbante della Vergine. Il colore, steso con impasti densi ma controllati, evoca una consistenza quasi tattile, paragonabile alla pelle vellutata di un frutto maturo. La luce, diffusa e soffusa, si frantuma sulle superfici e addolcisce le ombre, conferendo all’opera un’atmosfera di intimo raccoglimento.
La gamma cromatica, ricca e satura, impiega con intensità arancioni, ocra e blu-verdi, in linea con la poetica del neovenetismo filtrata attraverso la lezione di Ludovico Carracci. In questo senso, il dipinto riflette anche il legame del giovane Guercino con l'ambiente artistico ferrarese, e in particolare con pittori come Carlo Bononi e Ippolito Scarsella. L'opera, per la qualità pittorica e la maturità della resa, si colloca in un momento cruciale della carriera dell'artista, quando egli stava definendo una propria cifra stilistica capace di coniugare i dettami iconografici della Controriforma con una sensibilità pittorica personale e innovativa.